# Doodle do Google

O primeiro doodle do Google, em 30 de agosto de 1998, celebrando o Burning Man

Um doodle do Google (em inglês: Google Doodle) é uma alteração especial e temporária do logotipo nas páginas iniciais do Google com o objetivo de comemorar feriados, eventos, conquistas e figuras históricas notáveis. O primeiro Doodle do Google homenageou a edição de 1998 do evento anual Burning Man de longa duração em Black Rock City, Nevada, e foi projetado pelos cofundadores Larry Page e Sergey Brin para notificar os usuários do Google de sua ausência caso os servidores travassem. Os doodles subsequentes do Google foram projetados por um contratante externo até 2001, quando Page e Brin pediram ao oficial de relações públicas Dennis Hwang que desenhasse um logotipo para o Dia da Bastilha. Desde então, uma equipe de funcionários chamada "Doodlers" tem organizado e publicado os doodles.
Inicialmente, os doodles não eram animados nem com hiperligações — eram simplesmente imagens com texto flutuante (mouseover) descrevendo o assunto ou expressando uma saudação de feriado. Os doodles aumentaram em frequência e complexidade no início da década de 2010. Em janeiro de 2010, o primeiro doodle animado homenageou Isaac Newton. O primeiro doodle interativo surgiu logo em seguida, celebrando o Pac-Man, e hiperligações também começaram a ser adicionados aos doodles, geralmente com ligações para uma página de resultados de pesquisa para o assunto do doodle. Em 2014, o Google publicou mais de 2 000 doodles regionais e internacionais em suas páginas iniciais frequentemente apresentando artistas, músicos e personalidades convidadas. Em 2019, a equipe "Doodlers" criou mais de 4 000 doodles para as páginas iniciais do Google em todo o mundo.

## Visão geral
Além de celebrar muitos eventos e feriados conhecidos, os doodles do Google homenagearam artistas e cientistas em seus aniversários, incluindo Mary Somerville, Andy Warhol, Albert Einstein, Leonardo da Vinci, Rabindranath Tagore, Louis Braille, Ella Fitzgerald, Percival Lowell, Edvard Munch, Nikola Tesla, Béla Bartók, René Magritte, Norman Hetherington, John Lennon, Michael Jackson, Vladimir Dakhno, Robert Moog, Akira Kurosawa, Satyajit Ray, HG Wells, Freddie Mercury, Samuel Morse, Hans Christian Ørsted, Mahatma Gandhi, Dennis Gabor, Édith Piaf, Constantin Brâncuși, Antonio Vivaldi, Abdel Halim Hafez, Teresa Teng, Umm Kalthoum, Júlio Verne, Leonhard Euler, Lucille Ball, Hedy Lamarr e James Welch, entre mais de 9 000 outros. A apresentação do design do logotipo de Lowell coincidiu com o lançamento de outro produto da Google, o Google Maps. Os doodles do Google também são usados para representar eventos importantes na Google, como o aniversário da própria empresa. A celebração de eventos históricos é outro tópico comum dos doodles do Google, incluindo um design de peças de Lego em comemoração ao 50.º aniversário do Lego. Alguns Doodles do Google são limitados às páginas iniciais do Google específicas de cada país, enquanto outros aparecem globalmente.

### Temas comuns
Desde que o Google celebrou pela primeira vez o feriado de Ação de Graças com um Doodle em 1998, muitos Doodles para feriados, eventos e outras celebrações ocorreram anualmente, incluindo o seguinte:
- Ano Novo Gregoriano (2000–presente)
- Dia de Martin Luther King (2003; 2006–presente)
- Ano-Novo Chinês (2001; 2003–presente)
- Dia dos Namorados (2000–presente; exceção parcial durante certos anos olímpicos)
- Dia Internacional da Mulher (2005; 2009–presente)
- Dia de São Patrício (2000–2002; 2004–presente)
- Dia da Terra (2001–presente)
- Dia das Mães (2000–presente)
- Dia dos Pais (2000–presente)
- Dia da Independência dos EUA (2000–presente)
- Dia da Bastilha (2000–presente)
- Dia da Unidade Alemã (2002–2003; 2006–2008; 2010–presente)
- Dia Nacional da Suíça (2001–2015; 2016–presente)
- Jogos Olímpicos (2000-presente; exceção parcial em 2014)[13]
- Holi (2001 – presente; intermitentemente)
- Dia das Bruxas (1999-presente)
- Hinamatsuri (2009–2012; 2014–presente)
- Dia de Ação de Graças dos EUA (1998-presente)
- Dia de Natal (1999-presente)[a]
- Véspera de Ano-Novo (2011-presente)

## Doodlers
Os ilustradores, engenheiros e artistas que projetam o Google Doodles são chamados de "Doodlers". Esses doodlers incluem artistas como Ekua Holmes, Jennifer Hom, Sophia Foster-Dimino, Ranganath Krishnamani e Dennis Hwang.

## Competições "Doodle 4 Google"

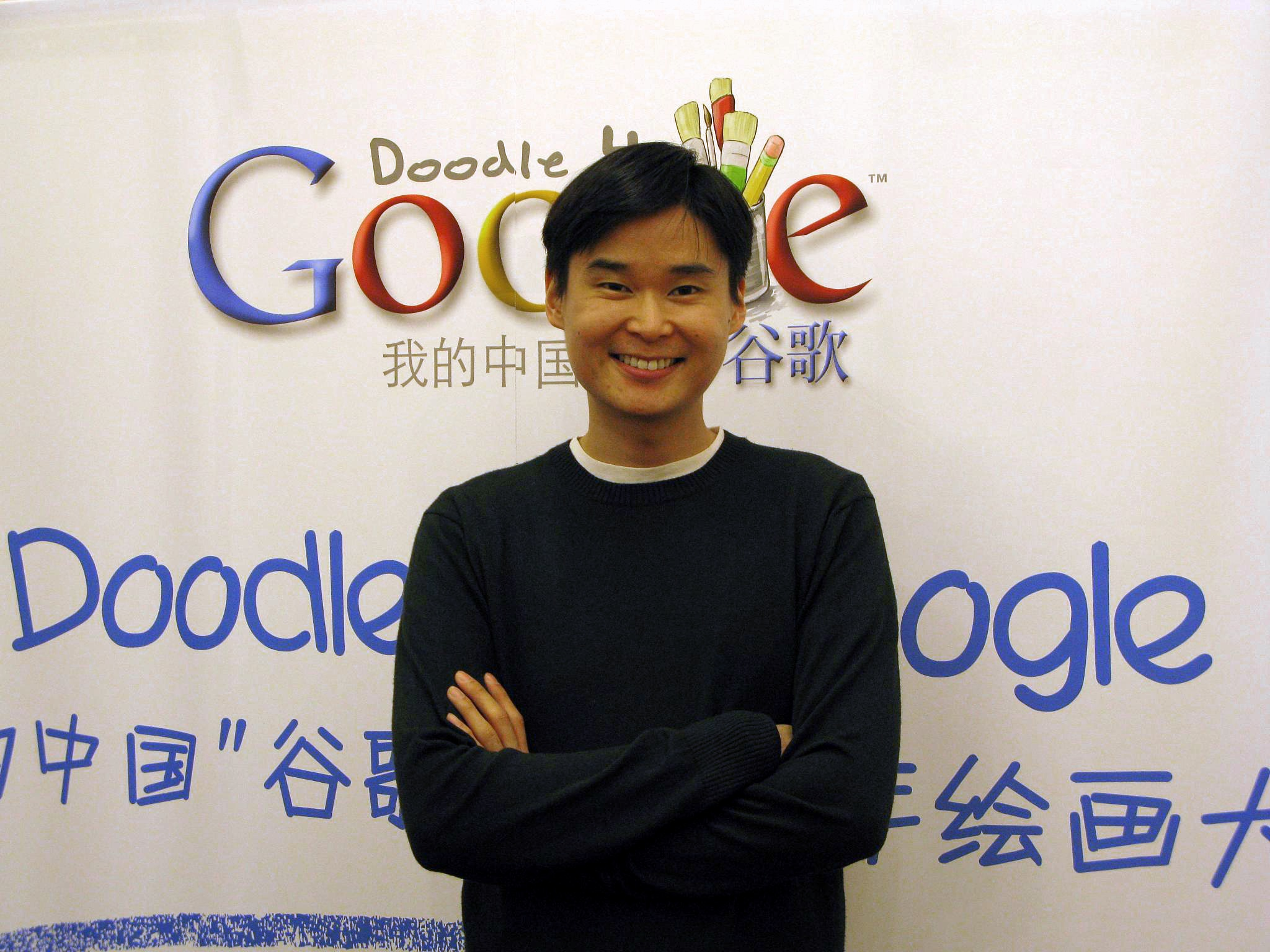
Dennis Hwang, funcionário "Doodler" original do Google em um evento Doodle 4 Google em Pequim

O Google organiza competições para que os alunos criem seus próprios doodles do Google, conhecidos como "Doodle 4 Google". Os doodles vencedores vão para o site Doodle 4 Google, onde o público pode votar no vencedor, que ganha uma viagem ao Googleplex e a hospedagem do doodle vencedor por 24 horas no site do Google.
A competição teve origem no Reino Unido e, desde então, se expandiu para os Estados Unidos e outros países. A competição também foi realizada na Irlanda em 2008. O Google anunciou uma competição Doodle 4 Google para a Índia em 2009 e o doodle vencedor foi exibido na página inicial do Google Índia em 14 de novembro, no Dia das Crianças na Índia. Uma competição semelhante realizada em Singapura com o tema "Nossa Cingapura" foi lançada em janeiro de 2010 e a inscrição vencedora foi escolhida entre mais de 30 000 inscrições recebidas. O design vencedor foi exibido no Dia Nacional de Singapura na página inicial do Google Singapura. Foi realizada novamente em 2015 em Singapura e teve como tema 'Singapura: Os próximos 50 anos'.

## Controvérsia e crítica
Em 13 de setembro de 2007, o Google postou um doodle em homenagem ao autor Roald Dahl no aniversário de seu nascimento. Esta data também coincidiu com o primeiro dia do feriado judaico de Rosh Hashaná, e o Google foi imediatamente criticado por alguns grupos por esta decisão devido ao fato de Dahl ter sido acusado de antissemitismo.[carece de fontes?] Google removeu o Doodle às 2h00 da tarde daquele dia, e não há evidências de sua existência no arquivo oficial do Google Doodle até esta data.
Em 2007, o Google também foi criticado por não apresentar versões do logotipo do Google em feriados patrióticos estadunidenses, como o Memorial Day e o Dia dos Veteranos. O Google apresentou um logotipo em comemoração ao Dia dos Veteranos daquele ano.
Em 2014, o Google recebeu algumas críticas por não honrar o 70.º aniversário da invasão do Dia D com um Doodle e, em vez disso, honrar o jogador japonês de Go Honinbo Shusaku. Em resposta às críticas, o Google removeu o logotipo de sua página inicial e adicionou uma série de links para imagens da invasão da Normandia.
Em 19 de maio de 2016, o Google homenageou Yuri Kochiyama, uma ativista nipo-americana e membro do grupo nacionalista negro maoísta Movimento de Ação Revolucionária, com um Doodle em sua página inicial principal dos EUA. Esta escolha foi criticada devido a algumas das opiniões controversas de Kochiyama, como uma admiração por Osama bin Laden e Mao Zedong. O senador norte-americano Pat Toomey pediu desculpas públicas ao Google. O Google não respondeu a nenhuma crítica, nem alterou a apresentação do Doodle em sua página inicial ou na página dedicada do Doodle.

### Gênero
Em 2014, um relatório publicado pela SPARK Movement, uma organização ativista, afirmou que havia um grande desequilíbrio de gênero e raça no número de Doodles mostrados pelo Google, e que a maioria dos Doodles estava homenageando homens brancos. O relatório foi amplamente divulgado na mídia, e o Google se comprometeu a aumentar a proporção de mulheres e minorias raciais.

### Feriados religiosos
O Google normalmente se abstém de fazer referência ou celebrar feriados religiosos especificamente nos Doodles ou, nos casos em que o fazem, temas religiosos e iconografia são evitados. O Google reconheceu isso como uma política oficial, declarando em abril de 2018 que eles "não têm Doodles para feriados religiosos", de acordo com as "diretrizes atuais do Doodle". O Google explicou ainda que os Doodles podem aparecer para algumas "celebrações não religiosas originadas de feriados religiosos", citando o Dia dos Namorados (Cristianismo), Holi (Hinduísmo) e Tu B'Av (Judaísmo) como exemplos, mas que a empresa não inclui "imagens religiosas ou simbolismo" como parte desses Doodles.
O Google foi criticado pelo que foi percebido como sua inconsistência em relação à implementação de sua política de feriados religiosos, notadamente a falta de Doodles para os principais feriados cristãos. Os críticos apontaram seu reconhecimento anual dos festivais judaico e hindu Tu B'av e Holi, enquanto a Páscoa só recebeu um Doodle oficial uma vez em 2000 (e uma página temática em 2019). O Natal não é comemorado especificamente pelo nome, embora um Doodle com um tema sazonalmente festivo e/ou de inverno esteja sempre presente em 25 de dezembro desde 1999. Desde meados da década de 2010, o Google também repetiu seu doodle de 25 de dezembro em 7 de janeiro, que é a data do Natal na Igreja Ortodoxa Oriental, mas a palavra "Natal" nunca foi usada explicitamente; a terminologia "feriados" e "Leste Europeu" são usados em vez de "Natal" ou "Igreja Ortodoxa Oriental".

#### Páscoa
O Google criou um Doodle para a Páscoa pela primeira vez em 2000 e não reconheceu o feriado em sua página inicial novamente até 2019. Em março de 2013, o Google foi criticado por celebrar o ativista americano César Chávez no domingo de Páscoa com um Doodle em vez de um da Páscoa.
Em 2019, após um hiato de 18 anos, o Google apresentou um "Doodle" atípico para a Páscoa, apenas para a versão desktop de sua página inicial. Ao contrário do que é visto em praticamente todos os outros Doodles, o logotipo do Google em si não foi alterado na apresentação do Doodle, e os usuários tinham que clicar no botão "Estou com sorte", onde "Sorte" é substituído por um ovo de Páscoa antropomórfico, que desencadeou uma série de itens com o tema Páscoa, como ovos, coelhos e pães de Páscoa. Alguns desses itens tinham hiperlinks, levando a uma página detalhada sobre os costumes da Páscoa. A página oficial de arquivo do Doodle do Google continha originalmente uma entrada não listada para o Doodle da Páscoa de 2019, que já foi removida. Notavelmente, a página inicial com o tema Páscoa de 2019 não era visível em dispositivos móveis, a menos que a opção "Modo desktop" fosse acionada no navegador móvel, fazendo com que a maioria dos usuários nunca vissem o "Doodle". Danny Sullivan, tecnólogo do Google envolvido com a página inicial com o tema Páscoa, respondeu a uma pergunta sobre sua ausência no celular dizendo que era "difícil fazer a interatividade de maneira confiável [no celular]".
Em 2020, o Google mais uma vez celebrou a Páscoa de forma atípica em sua página inicial, mas não como um Doodle. Um ovo de Páscoa foi colocado abaixo dos botões "Pesquisa Google" e "Estou com sorte", com o texto flutuante indicando "Feliz Páscoa". Quando clicado, o ovo levava a uma página de resultados de pesquisa por "Páscoa". Isso é semelhante ao modo como o Memorial Day e o Dia da Lembrança foram reconhecidos pela empresa nos Estados Unidos.